# Heinrich Hüttenbrenner
Heinrich Hüttenbrenner (* 9. Januar 1799 in Graz; † 29. Dezember 1830 ebenda) war Professor für römisches Recht und Kirchenrecht an der Universität Graz und Autor lyrischer Gedichte. Einige wurden von Franz Schubert vertont. Er war der jüngere Bruder von Anselm Hüttenbrenner und Andreas von Hüttenbrenner.